# Болховитин, Иван Григорьевич
Иван Григорьевич Болховитин (14 [27] марта 1907, Успенское, Воронежская губерния — 19 мая 1948, Коротояк, Воронежская область) — участник Великой Отечественной войны, Герой Советского Союза.

## Биография
Иван Болховитин родился 14 (27) марта 1907 года в селе Успенском (ныне в Острогожском районе). Перед войной был бригадиром в колхозе. Член КПСС. На фронте с июня 1941 года. Воевал в составе Западного, Воронежского, 1-го Украинского фронтов. Был ранен. В ночь на 27 сентября 1943 года в районе села Лютеж (Вышгородский район Киевской области) первым в 576-й артиллерийском полку 167-й Сумско-Киевской дважды Краснознаменной стрелковой дивизии форсировал реку Днепр, Иван Григорьевич Болховитин, со своим орудийным расчетом, под шквальным огнём артиллерии и авиации противника, высадившись на берег, сразу вступил в бой, взаимодействуя со стрелками-десантниками (их было около 20) старший сержант Болховитин встал на место погибшего наводчика и вёл огонь по непрерывно идущим в контратаку немцам в упор. Благодаря отважным действиям старшого сержанта Болховитина, 576-му полку и стрелковым подразделениям удалось переправиться через Днепр и закрепиться на берегу для дальнейшего наступления на позиции врага.
За проявленное мужество и героизм при форсировании Днепра указом Президиума Верховного Совета СССР от 13 ноября 1943 года старшему сержанту Ивану Григорьевичу Болховитину было присвоено звание Героя Советского Союза.
Иван Болховитин был демобилизован в конце 1945 года. Работал директором маслосырзавода в Коротояке, затем — заместителем управляющего районного отделения Министерства заготовок. Скончался 19 мая 1948 года.

## Награды
- Медаль «Золотая Звезда»
- Орден Ленина
- Орден Отечественной войны II степени
- Орден Красной Звезды
- Медаль За отвагу
- Медаль «За освобождение Праги»
- Медаль За победу над Германией

## Память
В честь Иван Болховитина была названа улица в его родном селе и в селе Коротояк, в городе Острогожске установлен бюст (2005).